# Plesiolembos ovalipes
Plesiolembos ovalipes är en kräftdjursart som först beskrevs av A. A. Myers 1979.  Plesiolembos ovalipes ingår i släktet Plesiolembos och familjen Aoridae. Inga underarter finns listade i Catalogue of Life.